# Peña Rubia (Langreo)
Peña Rubia (oficialmente en asturiano: Peñarrubia) es un lugar de la parroquia de Riaño, en el municipio asturiano de Langreo.
Situada junto al río Nalón y la línea de Cercanías de Renfe, tiene una población de 110 habitantes. 
Junto al apeadero de Renfe se construyó un poblado en 1996 para erradicar el chabolismo en la zona aunque desde hace varios años está en trámite su demolición para la extensión del Polígono Industrial de Riaño.
Hace muchos años contaba con importantes cargaderos de carbón. Sigue conservando industria cerámica. Junto a ésta se levantó en 1950 un pequeño barrio. 